# Damernas individuella mångkamp i rytmisk gymnastik vid olympiska sommarspelen 1996
Damernas individuella mångkamp i rytmisk gymnastik vid olympiska sommarspelen 1996 avgjordes i Atlanta.

## Medaljörer
| Gren                  | Guld                             | Silver                     | Brons                     |
| Damernas individuella | Ekaterina Serebrianskaja Ukraina | Janina Batyrsjina Ryssland | Elena Vitritjenko Ukraina |

## Resultat

### Kval
37 tävlande deltog i kvalet, och de tio främsta gick till finalen.

### Final
| Rank | Ahlete                         | Rope  | Ball  | Clubs | Ribbon | Total  |
| ---- | ------------------------------ | ----- | ----- | ----- | ------ | ------ |
|      | Ekaterina Serebrianskaja (UKR) | 9.950 | 9.950 | 9.950 | 9.833  | 39.683 |
|      | Janina Batyrsjina (RUS)        | 9.850 | 9.916 | 9.933 | 9.683  | 39.382 |
|      | Elena Vitritjenko (UKR)        | 9.866 | 9.800 | 9.849 | 9.816  | 39.331 |
| 4    | Amina Zaripova (RUS)           | 9.783 | 9.866 | 9.832 | 9.783  | 39.265 |
| 5    | Maria Petrova (BUL)            | 9.733 | 9.783 | 9.733 | 9.750  | 39.000 |
| 6    | Eva Serrano (FRA)              | 9.683 | 9.700 | 9.700 | 9.733  | 38.817 |
| 7    | Larissa Lukjanenko (BLR)       | 9.466 | 9.750 | 9.700 | 9.750  | 38.666 |
| 8    | Tatiana Ogrizko (BLR)          | 9.583 | 9.682 | 9.599 | 9.666  | 38.530 |
| 9    | Almudena Cid Tostado (ESP)     | 9.700 | 9.566 | 9.683 | 9.566  | 38.515 |
| 10   | Magdalena Brzeska (GER)        | 9.516 | 9.600 | 9.566 | 9.633  | 38.315 |